# Marmessoidea usta
Marmessoidea usta är en insektsart som beskrevs av Ludwig Redtenbacher 1908. Marmessoidea usta ingår i släktet Marmessoidea och familjen Diapheromeridae. Inga underarter finns listade i Catalogue of Life.